# Ferrocarril Fuencarral-Colmenar Viejo
El ferrocarril Fuencarral-Colmenar Viejo fue una línea férrea española que discurría por la provincia de Madrid, entre los municipios de Fuencarral y Colmenar Viejo. El trazado era de vía estrecha y tenía una longitud de 22 kilómetros. En la actualidad la infraestructura se encuentra desmantelada.

## Historia
El proyecto surgió a comienzos del siglo XX, originalmente como una línea de tranvía a vapor promovida por la Compañía Madrileña de Urbanización (CMU). Una Real Orden de 26 de marzo de 1907 autorizó la construcción de este ferrocarril, que tendría un trazado de 1445 milímetros. Tras diversas vicisitudes, el trazado fue inaugurado en 1911 y contó con un tráfico que abarcaba tanto pasajeros como mercancías, dando servicio a las canteras de Colmenar Viejo. A través de un ramal el ferrocarril llegaba hasta una terminal en Cuatro Caminos, ya dentro del municipio de Madrid.
Debido a las dificultades económicas, el servicio fue suspendido en 1935. Tras la Guerra Civil se reactivó el ferrocarril, aunque bajo titularidad del Estado —que expropió la línea— y gestionado por el organismo de Explotación de Ferrocarriles por el Estado. Se renovó el material móvil y el trazado fue reconstruido en ancho métrico. Se mantuvo en servicio hasta su clausura en 1955.